# ジョゼフ・フィンダー
ジョゼフ・フィンダー（Joseph Finder、1958年 - ）は、アメリカ合衆国のスリラー作家。主な作品に『侵入社員』『解雇通告』『最高処刑責任者』など。
『バーニング・ツリー』は2002年にアシュレイ・ジャッド、モーガン・フリーマン主演で「ハイ・クライムズ」のタイトルで、また『侵入社員』は2013年に「パワー・ゲーム」のタイトルでリアム・ヘムズワース主演で映画化された。
日本語訳書ではジョセフ・ファインダー、ジョセフ・フィンダーなど表記の揺れが見られる。

## 経歴
1958年、イリノイ州シカゴに生まれる。幼少期のほとんどをアフガニスタンとフィリピンで過ごし、その後アメリカへ戻り、ワシントン州ベリンハムとニューヨーク州オールバニで暮らした。イェール大学でロシアを研究し学位を取得したほか、ファイ・ベータ・カッパ・クラブの会員だった。ハーバード大学のロシア研究センターで修士号を取得し、同校の学部で教鞭を取った。
1983年、アーマンド・ハマーとソ連の諜報活動について書いた『クレムリン・コネクション―ソ連が愛した米財界人たち―』を上梓。1991年に、KGBとソ連の最高指導者ミハイル・ゴルバチョフが敵対していたと空想した処女作『モスコウ・クラブ』を上梓、1994年に上梓した第2作『至高権力』はソ連の「モグラ」がCIA幹部であるとした作品である。
『侵入社員』（2004年）と『解雇通告』（2005年）は『ニューヨーク・タイムズ』でハードカバー・ペーパーバックの双方の部門でベストセラーとなった。2006年に上梓した『最高処刑責任者』で国際スリラー作家協会賞長編賞を受賞。翌2007年に上梓した"Power Play" はガムシュー賞にノミネートされた。フィンダーの初となるシリーズものニック・ヘラーシリーズの第1作"Vanished" は2010年に国際スリラー作家協会賞長編賞にノミネート、第2作"Buried Secrets" は『ストランド・マガジン』批評家賞を受賞した（ジョージ・P・ペレケーノスの"The Cut" と同時受賞）。
国際スリラー作家協会の創設メンバーの1人であり、また国際ペンクラブニューイングランド支部のファイナンシャル・アドバイザーを務めている。また、元諜報員のための非営利組織Association of Former Intelligence Officers のメンバーでもある。『ニューヨーク・タイムズ』や『ワシントン・ポスト』にスパイや国際問題に関する記事を書くこともある。
公式サイトによると、現在はマサチューセッツ州ボストンに妻ミシェルと娘エマと暮らしている。

## 作品リスト
| 邦題                                               | 原題                                                                                   | 刊行年 | 刊行年月   | 訳者       | 出版社         | 備考                             |
| -------------------------------------------------- | -------------------------------------------------------------------------------------- | ------ | ---------- | ---------- | -------------- | -------------------------------- |
| クレムリン・コネクション -ソ連が愛した米財界人たち | Red Carpet: The Connection Between the Kremlin and America's Most Powerful Businessmen | 1983年 | 1980年5月  | 石塚雅彦   | 日本経済新聞社 | 邦訳はジョセフ・フィンダー表記   |
| モスコウ・クラブ                                   | The Moscow Club                                                                        | 1991年 | 1993年7月  | 高野裕美子 | 講談社文庫     | 邦訳はジョセフ・ファインダー表記 |
| 至高権力                                           | Extraordinary Powers                                                                   | 1994年 | 1995年5月  | 高野裕美子 | 講談社文庫     | 邦訳はジョゼフ・ファインダー表記 |
| ゼロ・アワー                                       | The Zero Hour                                                                          | 1996年 | 1998年10月 | 石田善彦   | 新潮文庫       |                                  |
| バーニング・ツリー                                 | High Crimes                                                                            | 1998年 | 2000年10月 | 石田善彦   | 新潮文庫       | 邦訳はジョセフ・フィンダー表記   |
| 侵入社員                                           | Paranoia                                                                               | 2004年 | 2005年12月 | 石田善彦   | 新潮文庫       | 邦訳はジョセフ・フィンダー表記   |
| 解雇通告                                           | Company Man                                                                            | 2005年 | 2008年2月  | 平賀秀明   | 新潮文庫       | イギリスではNo Hiding Place      |
| 最高処刑責任者                                     | Killer Instinct                                                                        | 2006年 | 2008年11月 | 平賀秀明   | 新潮文庫       |                                  |
|                                                    | Power Play                                                                             | 2007年 |            |            |                |                                  |
|                                                    | Vanished                                                                               | 2009   |            |            |                | ニック・ヘラー シリーズ 1        |
|                                                    | Buried Secrets                                                                         | 2011年 |            |            |                | ニック・ヘラー シリーズ 2        |
|                                                    | Suspicion                                                                              | 2014年 |            |            |                |                                  |
|                                                    | THE FIXER                                                                              | 2014年 |            |            |                |                                  |
|                                                    | THE SWITCH                                                                             | 2015年 |            |            |                |                                  |
|                                                    | JUDGMENT                                                                               | 2019年 |            |            |                |                                  |